# Maeda Nobuhiro
Nobuhiro Maeda (sinh ngày 3 tháng 6 năm 1973) là một cầu thủ bóng đá người Nhật Bản.

## Sự nghiệp câu lạc bộ
Nobuhiro Maeda đã từng chơi cho Verdy Kawasaki, Vissel Kobe, Shimizu S-Pulse và Albirex Niigata.